# Seznam rektorů Veterinární univerzity Brno
Toto je chronologický seznam rektorů Veterinární univerzity Brno, která byla založena v roce 1918.

## Seznam rektorů
1. Edward Babák (1919–1921)
2. Otomar Völker (1921–1922)
3. Emil Sekera (1922–1923)
4. Antonín Hrůza (1923–1924)
5. Otakar Rybák (1924–1925)
6. Karel Šulc (1925–1927)
7. Jan Bečka (1927–1929)
8. Rudolf Dostál (1929–1931)
9. František Král (1931–1933)
10. Alois Hanslian (1933–1935)
11. Karel Macek (1935–1937)
12. Karel Pardubský (1937–1940)
13. Vilém Oldřich Hykeš (1945–1946)
14. Antonín Klobouk (1946–1949)
15. Vincenc Jelínek (1949–1952)
v letech 1952–1969 byla vysoká škola zrušena
16. Evžen Novotný (1969–1971)
17. Miloslav Zendulka (1971–1974)
v letech 1974–1975 byl zastupujícím rektorem Přemysl Jagoš
18. Jaroslav Dražan (1975–1987)
19. Jaroslav Neumann (1987 – 31. ledna 1990)[3]
20. Jaroslav Konrád (1. února 1991 – 31. ledna 1994)[3]
21. Stanislav Zima (1. února 1994 – 31. ledna 2000)[3]
22. Václav Suchý (1. února 2000 – 31. ledna 2006)[3]
23. Vladimír Večerek (1. února 2006 – 31. ledna 2014)[3]
24. Pavel Suchý (1. února 2014 – 31. ledna 2018)[3]
25. Alois Nečas (od 1. února 2018)[3]